# Jean-Baptiste Lelièvre
Pour les articles homonymes, voir Lelièvre.
Jean-Baptiste Lelièvre  est un homme politique français né le 14 mars 1819 à Lohéac (Ille-et-Vilaine) et décédé le 27 février 1886 à Pipriac (Ille-et-Vilaine).
Officier de santé à Pipriac, il est maire de la ville et conseiller général du canton de Pipriac. Il est député républicain d'Ille-et-Vilaine de 1885 à 1886, siégeant au groupe de la Gauche radicale.